# 孙大石
孙大石（1919年11月8日—2016年11月30日），又名孙瑛，男，山东高唐人，中国国画家，中央文史研究馆馆员。曾任第六、七、八届全国政协委员。